# 鄉村舞
鄉村舞（country dance）是不列顛群島上的一種社交舞。在不列顛群島上，男女舞者兩人成對，並有多對成組一起參與。大致上，一組有二或三對舞伴，有時候是四對，很少到五對甚至六對。會有一個人數拍子提醒舞者們變換舞步。
十七世紀，鄉村舞傳到了法國，再傳到德國和義大利，促成了著名的行列舞（contradanse），行列舞是搭配著古典音樂跳。隨者法國人移民到美洲新大陸，鄉村舞也傳到了美國，一樣以行列舞的形式受到歡迎，也深深影響了拉丁美洲音樂。
Anglais（源自法文，意即英格蘭人）或Angloise是鄉村舞的另一種名稱。蘇格蘭鄉村舞也可以稱為Écossaise（法語，意即蘇格蘭的、蘇格蘭人）。愛爾蘭群組舞也和鄉村舞有關。

## 特色
鄉村舞是平常人民在自家草坪上跳的舞蹈，而鄉村舞的形式可能和很多群組舞蹈有些雷同。鄉村舞運用了成排、圍圈、圍正方形的方式進行，甚至還為三對設計三角形的形式。然而，最普遍的形式還是「列隊」，男士和女士面對面成兩排站。
《羅傑·德·科弗利爵士》是英格蘭最有名的“列隊”鄉村舞之一。各對成兩排進行，各排在一組循環舞步結束之後移動，各對會跳著相同的舞步，然後遇到新的舞伴。這種舞蹈通常是不會任意前進的，舞者們每跳完一小段舞都會回到原本的位置。
鄉村舞適合全體參加，不像其他民族舞蹈，例如踢踏舞，主要用來表演；也不像社交舞，舞者只和自己的舞伴跳，沒有與其他舞者互動。它通常使用輕快、有節奏又簡單的小步舞曲，可以帶給沉悶的晚舞會振奮心神又輕快的結尾。

## 歷史

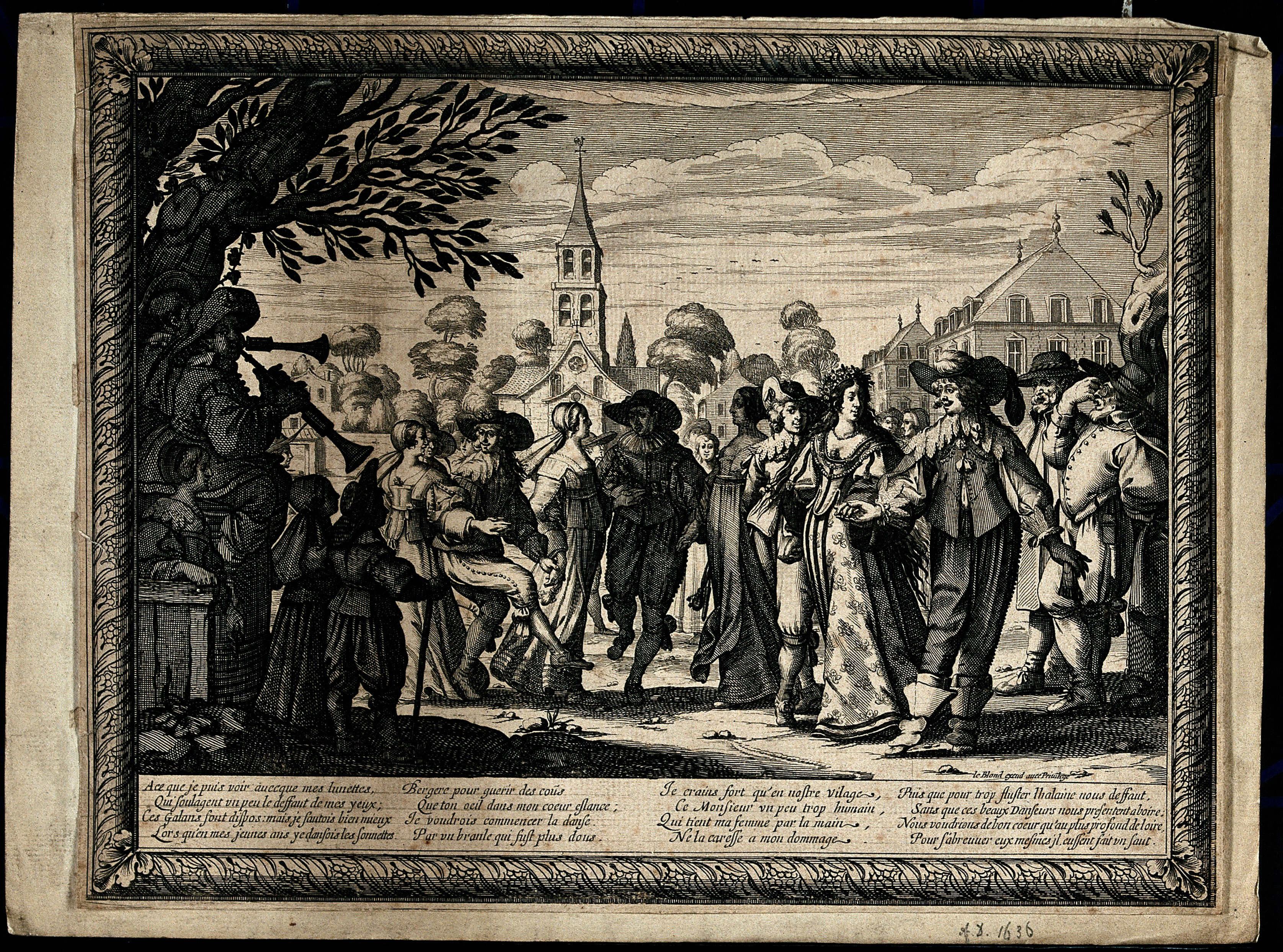
某個村莊的鄉村舞，亞伯拉罕·博斯作品，1633年

在十五世紀，各地的鄉村舞開始結合演變。而且在伊莉莎白一世在位時，鄉村舞在宮廷裡特別受歡迎。有很多和鄉村舞相關的事物，以及和十七世紀知名舞蹈一樣的名稱，都在這個時期開始出現，但其中有少部分被認為是跟英格蘭鄉村舞有關。雖然一些早期的舞步看起來像莫里斯舞或其他早期風格，但是歐洲大陸宮廷舞也頗有影響的，尤其是義大利文藝復興。而且，更早期英格蘭鄉村舞的演變，很有可能與它們息息相關。因為在十七世紀中以前，人們對英格蘭鄉村舞的了解很少。
約翰·普萊福德的著作《英格蘭舞蹈大全》（1651年），其中列出了幾百首曲子，而且每首曲子都各自有搭配的舞步。在當時，這本冊子相當受歡迎，大家瘋狂的轉印，風行了近80餘年。而且，直到1711年，舞蹈冊子的出版市場都被普萊福德和他的繼承人壟斷了。這本書在1728年停止出版。在這段時期，英格蘭鄉村舞的舞步套路很多，有只限兩對舞者的，也有三隊到四對的，更有圍成圓圈或正方形跳的，各式各樣的都有。

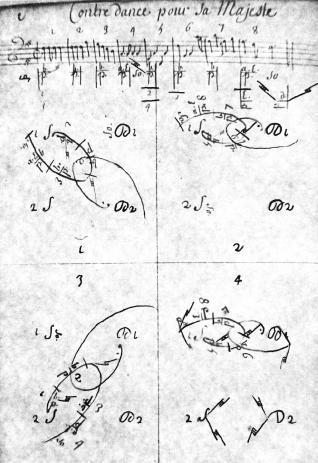
安德烈‧洛林的行列舞編舞，這是最早的西方舞蹈符號

鄉村舞在路易十四在位時傳到了法國，以行列舞（contredanse）的形式流行，接著又傳到了德國及義大利。安德烈·洛林（André Lorin）在十七世紀時參訪了英國宮廷，再把英格蘭鄉村舞的舞蹈形式繪寫成手稿，帶回給法王路易十四。拉烏爾‧奧格‧葉出版《Recüeil de Contredances》，把流傳到法國的英格蘭鄉村舞編寫成一系列簡化的舞蹈標記，他甚至還加了一些自創的舞蹈和正統英格蘭舞蹈。這本冊子隨後由約翰·艾賽克斯翻成英文，並在英格蘭發行，書名為《改進舞藝》（For the Further Improvement of Dancing）。
到了1720年代，「行列舞」一詞是指二到三對舞者排成長列的一種舞。行列舞甚至為後來英語系國家留下典範。最早的法語行列舞「contradanse」也是參照行列舞的錯誤詞源「一種列隊面對面所跳的舞」而來的。四邊形的行列舞在18世紀末也曾引領風潮並被稱作方塊舞或沙龍舞。這種舞通常需要八個人以上的舞者兩兩一對地跳。騎士方塊舞與八人呂爾舞（Eightsome Reel）是方塊舞的一種後續變化，這種四邊形的舞尚在愛爾蘭流行；並被稱作「set dance」或「圖形舞」（figure dance）。
每年都會有一些英國作家會在特定時間以廣為流傳的口袋書形式記載這些舞。简·奥斯汀、查尔斯·狄更斯和托马斯·哈代都喜歡這種鄉村舞，而且會把這種舞的細節也寫進他們的小說裡。但是在19世紀初圓舞曲與方塊舞在舞場裡成為時尚主流後，鄉村舞漸漸被淘汰。即便如此，蘇格蘭鄉村舞仍然流行。

## 影響

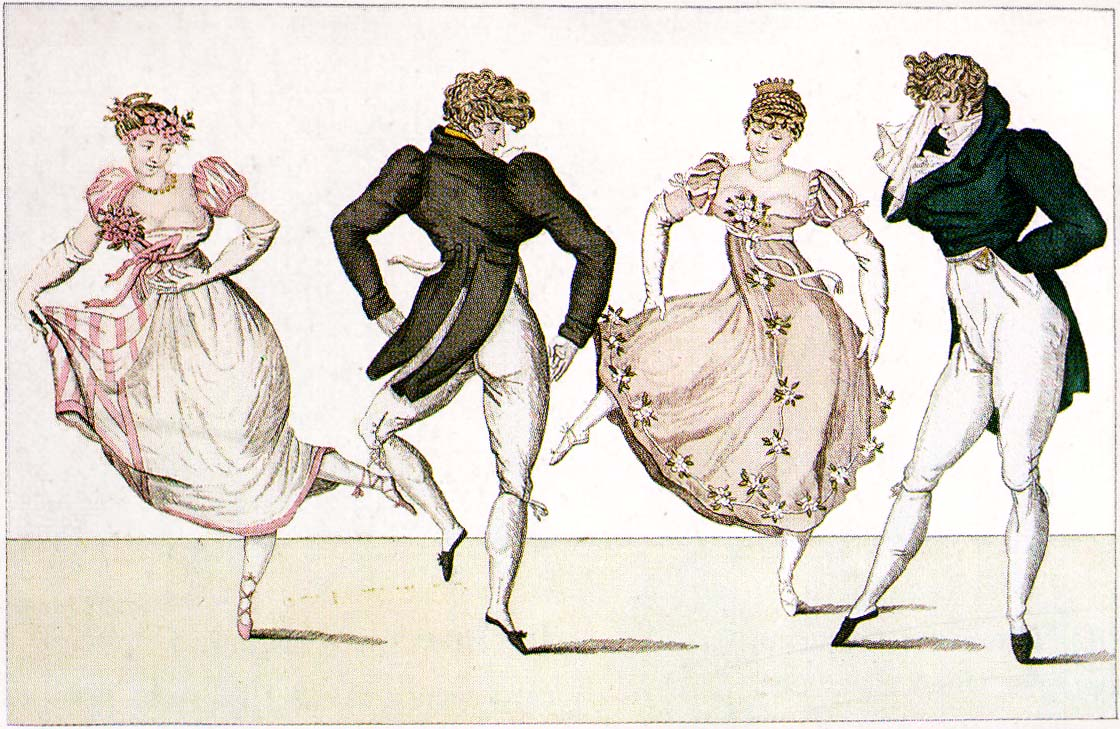
跳行列舞《La Trénis》的舞者，巴黎《Le Bon Genre》插圖，1805年

法國行列舞（contredanse）在到達美州殖民地後，演變成新英格蘭的英國行列舞。行列舞在20世紀中經歷了復甦。在美國「四方舞」也進化成了「方塊舞」；同時在愛爾蘭，也四方舞也有助於現代愛爾蘭鄉村舞的開發。在蘇格蘭，英國鄉村舞結合當地風情發展出了蘇格蘭鄉村舞。英式凱梨舞就是一個蘇格蘭鄉村舞與英國鄉村舞
二種舞結合的有趣的例子。此外，有一些英國鄉村舞也個別的被收錄在各個舞曲集裡。像是《維州之音》，它幾乎與《羅傑·德·科佛利爵士》相同。
contradanza（一種行列舞名）是法國行列舞的西班牙裔美國人版本。contradanza也在18世紀成為了名揚國際的流行舞。它在18世紀因為西班牙人與西班牙裔美國人的傳播而廣為流傳。墨西哥、委內瑞拉、哥倫比亞、秘魯、巴拿馬和厄瓜多爾仍然流傳著它的民俗版本。在19世紀傳到古巴的contradanza後來甚至變成古巴丹戎舞、曼波舞與恰恰舞的始祖。海地人在逃離1791的海地革命後，給古巴版本的contradanza 帶進克里奧爾的元素並與之融合。
Engelska（瑞典語，意即英格蘭）或Engelsk（丹麥語，意即英格蘭）是指一種16小節的鄉土舞蹈以2/4的音樂形式來跳。它的名字是源由在19世紀時斯堪的納維亞語「英格蘭鄉村舞」與「行列舞」之意。在丹麥語中，Engelsk是指源自英國的二列或四列的舞蹈。

## 復興
經由塞西爾·夏普、瑪莉·尼爾與英國傳統歌舞協會在19世紀末、20世紀初的努力復興，一些學生在就學時會被教導民俗舞。在20世紀早期，傳統舞開始在英格蘭復興。尼爾是以她的禮儀舞蹈出名的，同時她也是第一個這麼做的人。但是塞西爾·夏普寫了六本有關鄉村舞的書並在1909年到1922年間推出。塞西爾·夏普並試著嘗試復興普萊福德時期的英國鄉村舞。利用現存傳統的鄉村舞作為指引、做為藍圖定義了原本沒有被定調的舞步。然而，夏普和他的學生幾乎只在乎重現已經找到的鄉村舞舞譜。夏普出版了160種普萊福德時期的舞步和16種傳統村落的鄉村舞。夏普相信普萊福德的不規則舞步才是代表最正統的「民間」形式鄉村舞舞蹈。那些在歷史中被改編的舞蹈是一種腐敗的象徵。這一觀點已經不再被採納。
第一本現代英國鄉村舞書籍在1820年便開始摘錄。《Maggot Pie》在1932年發行；雖然其著作在20世紀末才被廣為接受。復興歷史舞蹈以及新舞曲的創作都還在持續。二十世紀的詮釋者及作曲家包括：Douglas 和 Helen Kennedy、Pat Shaw、Tom Cook、Ken  Sheffield、Charles Bolton、Michael Barraclough、Colin Hume、Gary Roodman與 Andrew Shaw。

## 外部連結

### 歷史
- A multi-edition transcription of Playford's The Dancing Master, compiled by Robert M. Keller, hosted by the University of New Hampshire's New Hampshire Library of Traditional Music & Dance.
- A transcription of the first edition of Playford's The Dancing Master （页面存档备份，存于）.
- The Colonial Dancing Master  Books and recordings.
- Alan Winston's history survey English Country Dance and its American Cousin
- Gene Murrow's  comments on the history of ECD （页面存档备份，存于）
- John Gardiner-Garden's 10 volume 7,000 page magnum opus on social dance from 1450 to 1900 Historic Dance （页面存档备份，存于）
- Nicole Salomone's Evolution of the 'Playford Dances' ()

### 詮釋
- Michael Barraclough
- Colin Hume （页面存档备份，存于）
- Patri J. Pugliese
- John Gardiner-Garden （页面存档备份，存于）

### 舞蹈協會
- Bay Area Country Dance Society （页面存档备份，存于） promotes, preserves, and teaches traditional English and American music and dance in the San Francisco Bay area.
- CD NY （页面存档备份，存于） Country Dance New York holds weekly dances in New York City.
- Country Dance and Song Society （页面存档备份，存于） is a United States umbrella organization whose members enjoy English dance.
- Country Dance*New York （页面存档备份，存于） runs English and contra dance events in New York City.
- Country Dance Society, Boston Centre （页面存档备份，存于） runs English and contra dances in Boston, Massachusetts, USA.
- Ann Arbor Community for Traditional Music and Dance （页面存档备份，存于） is an umbrella organization whose sponsored events include English and American music and dance in Michigan.
- Dover English Country Dancers （页面存档备份，存于） runs English dances in Dover, DE, USA & presents demonstrations at festivals & historic sites in MD & DE.
- Earthly Delights Historic Dance Academy （页面存档备份，存于） run dance classes and balls in Australia, as well as a Shakespeare Dance & Music Festival, Baroque Dance Weekend, Jane Austen Festival Australia and Yarrangobilly 19th Century Dance Retreat.
- ECD around the United States （页面存档备份，存于） A list of English dance series.

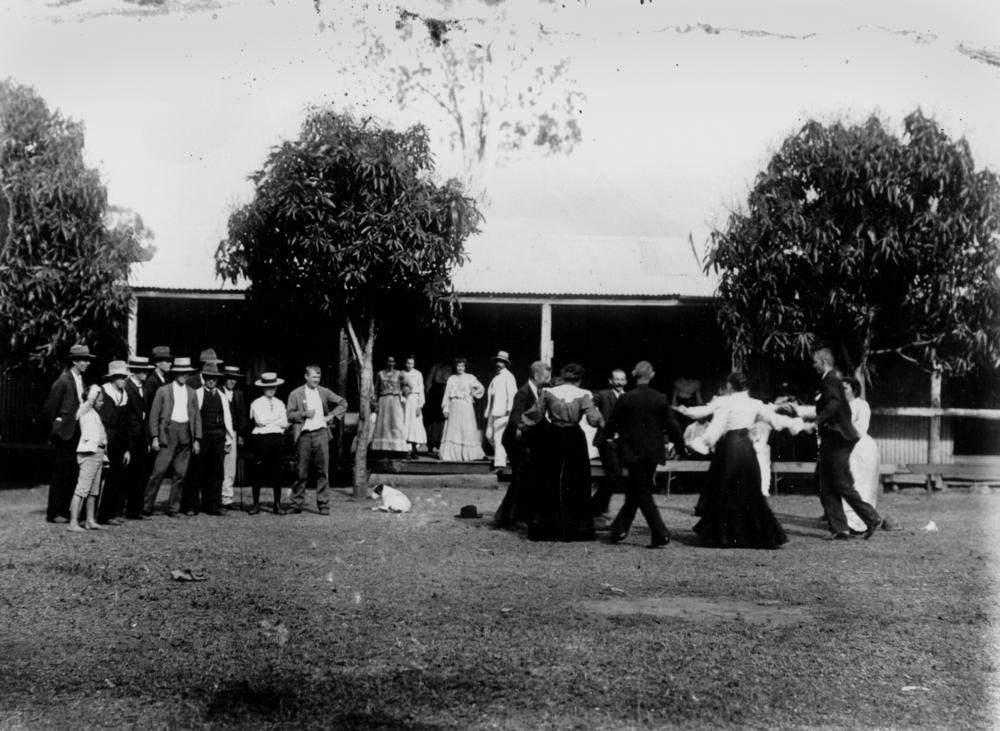
昆士蘭的鄉村舞，大約1910年

- English Folk Dance and Song Society （页面存档备份，存于） has an online shop selling books and compact disks.
- Felpham & Middleton Country Dance Club （页面存档备份，存于） has written a history from 1933–1994, just about one of the oldest extant English Country Dance clubs in England.

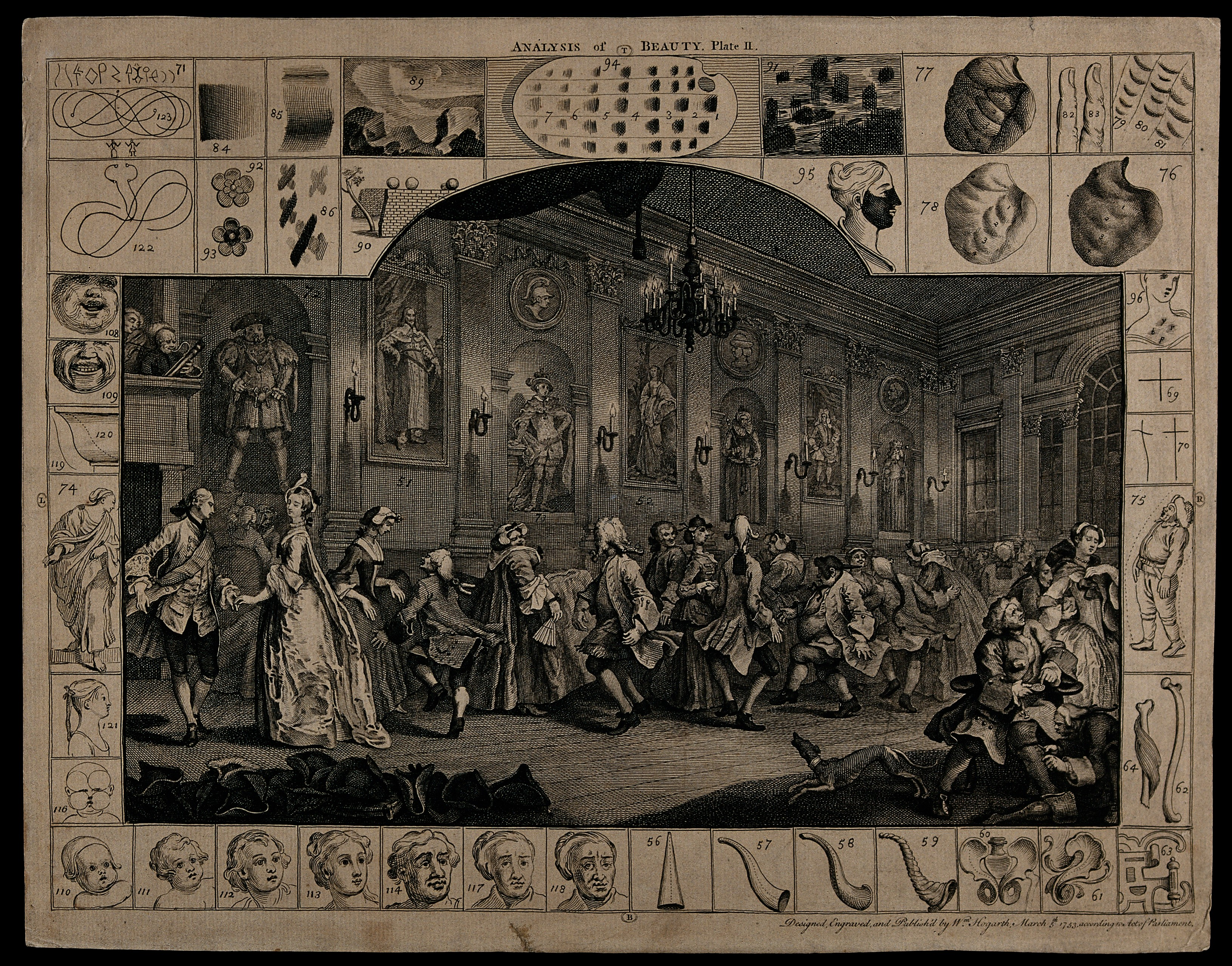
18世纪的乡村舞，威廉·贺加斯

- Society for Creative Anachronism （页面存档备份，存于） practices many English country dances in a historical context.
- The Leesburg Assembly （页面存档备份，存于） is an English Country Dance community centered in Northern Virginia, USA.
- The Victoria English Country Dance Society （页面存档备份，存于） is a group of friendly people who gather once a week to dance in Victoria, BC, Canada. Live music is provided by The Dancehall Players （页面存档备份，存于）.

### 一般
- （英文） （法文） & (Occitan) Folk dances from County of Nice, France （页面存档备份，存于）
- Scottish Country Dancing database （页面存档备份，存于）
- Country Dance Clubs, Studio's & Festivals （页面存档备份，存于）. Dance Clubs & Studios